# Любліно (станція метро)
55°40′32″ пн. ш. 37°45′42″ сх. д. / 55.67556° пн. ш. 37.76167° сх. д.
«Любліно́» (рос. Люблино) — 158-а станція Московського метрополітену, розташована на південному радіусі Люблінсько-Дмитровської лінії між станціями «Волзька» і «Братиславська». Відкрита 25 грудня 1996 року у складі черги «Волзька» — «Мар'їно».

## Назва
Станція отримала назву на честь колишнього підмосковного села, а згодом міста, яке увійшло до складу Москви. Відповідно московській традиції, наголос на останній склад (аналогічно: Косіно́, Строгіно́).
Помилково вважається, що Люблінсько-Дмитровська лінія названа на честь польського міста Лю́бліна. Також у Калінінградській області є однойменне селище, а в Москві до перейменування — залізнична платформа Лю́блино з наголосом на літеру Ю.

## Технічні характеристики
Конструкція станції — односклепінна мілкого закладення (глибина закладення — 8 м), споруджена з монолітного залізобетону за типовим проектом з платформою острівного типу. Два підземні вестибюлі поєднані сходовими маршами з підземними підвуличними переходами.

## Колійний розвиток

Схема колійного розвитку станції «Любліно»

За станцією розташований одноколійний оборотний тупик для нічного відстою составів, а також для обороту в екстрених ситуаціях. Побудований тому, що спочатку станція планувалася як кінцева, проте згодом перша черга лінії була добудована тільки до станції «Волзька».

## Оздоблення
Склепіння здіймається вгору і утворює суцільну нішу, в якій знаходяться світильники. В кінці залу склепіння спускається до декоративних стінових елементів. Портали в торцях станційного залу виконані у вигляді фіранок, над ним розташовується старовинний герб міста Любліно. В основі станції — тема архітектури підмосковних міст роботи А. Н. Бурганова. Колійні стіни станції викладені мармуром, підлога — мармуром і гранітом різних кольорів.

## Пересадки
- Автобуси: с4, 30, 35, 54, 201, 228, 242, 530, 551, 551к, 657, 658, 708, 728, 770, н5;
  - обласні: 305, 315, 518, 553, 954